# Никола Младеновић
Никола Младеновић (Београд, 1943 — Лозница, 23. фебруар 2021) био је пуковник Југословенске народне армије и Војске Југославије, познат по својој дугогодишњој војној служби и ангажовању током ратних сукоба на просторима бивше Југославије. Након завршетка активне војне каријере, наставио је да служи заједници кроз хуманитарни рад у Црвеном крсту.

## Биографија
Основну школу завршио је у родном месту, након чега је уписао војну школу у Сарајеву. Завршио је Вишу војну академију у Београду.
Након пензионисања, био је активан у Црвеном крсту, где је учествовао у хуманитарним акцијама и пружао помоћ локалној заједници. Био је ожењен, са два сина и преминуо је 23. фебруара 2021. године у Лозници и сахрањен на градском гробљу у том граду.

## Војна каријера
Током више деценија службе, Младеновић је обављао различите дужности у ЈНА и Војсци Југославије. Службовао је у Ћуприји, Лозници, Шапцу, Сремској Митровици, Ваљеву и Скопљу.
Током ратова у бившој Југославији, Младеновић је био командант 169. моторизоване бригаде са седиштем у Лозници. Активно је учествовао у борбама на Крајини и у Босни и Херцеговини.
Поред командантских дужности, брига за безбедност цивилног становништва била му је приоритет. Управљао је безбедношћу у општинама Мали Зворник и Борово Село током ратних дејстава.
Крајем 1990-их, као начелник војног одсека у Лозници, био је одговоран за координацију војних активности и одбрану региона све до пензионисања 1995. године.

## Одликовања
- 1970 – Орден за војне заслуге са сребрним мачевима, за изузетне заслуге у служби.[тражи се извор]
- 1978 – Орден народне армије са сребрном звездом, као признање за професионалност и допринос одбрани.[тражи се извор]
- 1986 – Орден за војне заслуге са златним мачевима, једно од највиших војних признања.[тражи се извор]
- 2021 — Медаља борца СУБНОР-а.[4]